# 掌鸠河
掌鸠河，位于中华人民共和国云南省昆明市禄劝彝族苗族自治县境内，是普渡河的左岸支流，河长120千米，流域面积1933平方千米。年均径流量5.84亿立方米，年输沙量149.6万吨。
掌鸠河发源于禄劝县北部马鹿塘乡对车，源头河段称芝兰大河，向南流入双化水库，出库后称石板河，南流于峡谷中，入云龙水库，出云龙水库后称鹧鸪河，南流至团街镇小鹧鸪左纳团街河后称掌鸠河，之后南流经茂山镇和禄劝县城屏山街道，最后于岔河村汇入普渡河。
掌鸠河是禄劝县境内主要灌溉河流，水量季节性变化比较大，常受降水丰欠的影响。一般夏秋水量较大，春冬季水量较小。上游至团街镇一段山高谷深，落差较大。团街乡以下河谷逐渐开阔，水流平缓，水量较大，两岸大部分为高产稳产保水稻田，是全县主要粮食产区。为调节河水以利灌溉，1959年在上游修建了双化水库和一些配套工程，行成了灌溉、发电配套水利网。为了解决昆明市区供水问题，掌鸠河引水供水工程于1999年动工，兴建了云龙水库，2007年起正式向昆明供水，结束了昆明市抽取滇池提供城市用水的历史。